# Clase Havmanden (1911)
La clase Havmanden fue una serie de seis sumergibles construidos para la Armada danesa entre 1911 a 1914. También conocida como la clase A, los barcos fueron diseñados por la firma Whitehead & Co. en la localidad de Fiume (actual Rijeka ), en aquel entonces perteneciente al Imperio Austrohúngaro . Tres unidades fueron construidas por dicha empresa, mientras que las tres restantes fueron construidos bajo licencia en los Orlogsværftet (astilleros navales) de Copenhague.
Estos sumergibles monocasco eran un desarrollo más evolucionado de los tipos Holland de los cuales la firma había obtenido licencias de la Electric Boat Company . Tenían unos 39 m de largo y su armamento consistía en dos tubos lanzatorpedos de 457 mm, posteriormente complementados con una ametralladora de 8 mm. Los barcos tenían un solo eje y estaban propulsados por motores diésel Fiat o M.A.N. y dos motores eléctricos.
Aunque el líder de la Clase Havmanden estuvo a punto de ser hundido durante la I Guerra Mundial, ninguno de los seis barcos tuvo mayores problemas en servicio. Los seis barcos de la clase permanecieron activos en la Armada danesa desde su construcción hasta 1928, cuando fueron retiradas dos unidades. Todos los barcos que quedaban fueron desguazados en 1932. La clase Havmanden sirvió como base de diseño de los submarinos de la clase U 20 de la armada austro-húngara construidos durante la I Guerra Mundial.

## Diseño y construcción
Después de recibir su primer submarino — el problemático Dykkeren, un tipo Fiat-Laurenti construido en los astilleros FIAT en San Giorgio  Muggiano (La Spezia) en 1909 — la armada danesa buscó un diseño de sumergible que pudiera ser construido en Dinamarca. En 1910, la armada contrató con la firma Whitehead  de Fiume la construcción del, Havmanden y planes para que un segundo, Havfruen, que se construirá en los astilleros navales de Copenhague. En mayo de 1911, mientras que los dos primeros estaban todavía en construcción, la Armada ordenó dos barcos más a Whitehead, los Tetis y Triton y los planos para construir dos más en Dinamarca, los Najaden y Nymfen.
Los Clase Havmanden eran sumergibles con un desplazamiento de 164 t en superficie y 204 t en inmersión; tenían 38,91 m de eslora, una manga de 3,61 m y un calado de 2,31 m. Para la propulsión, presentaban un solo eje movido por un único motor diésel Fiat o M.A.N. para funcionamiento en superficie y dos motores eléctricos para propulsarse en inmersión. Los motores diésel de los barcos de Whitehead se calificaron en 430 cv (320 kW), mientras que los fabricados de Copenhague eran de 450 cv (340 kW). Estaban equipados con dos tubos lanzatorpedos de proa de 457 mm, pero no tenían cañones de cubierta. En 1917, todos fueron equipados con una única ametralladora de 8 mm. La tripulación de los barcos al ser construidos fue de diez hombres, pero más tarde aumentó a catorce.
En diciembre de 1911, Havmanden se convirtió en el primer barco de la clase en ser botado, los siguientes fueron los Havfruen y Tetis en 1912. El Triton y el Najaden lo fueron en 1913, mientras que el Nymfen, la última nave construida lo fue en febrero de 1914.
Tras el estallido de la I Guerra Mundial, la armada austro-húngara incautó los planos de los clase Havmanden de Whitehead & Co. y los utilizaron como base para sus cuatro submarinos de la clase U-20.

## Servicio
Inicialmente los Havfruen, Havmanden y Tetis recibieron los números de banderín 1 H, 2 H y T 1, respectivamente, pero fueron cambiados a 2, 3 y 4 de abril de 1913. Los otros tres submarinos — 2den abril (nuevo nombre del Triton), Najaden y Nymfen — recibieron las siglas número 5, 6 y 7 al mismo tiempo. Más tarde la clase fue identificada como la clase A y los números de banderín de todos los submarinos fueron prefijados con una A, convirtiéndose en A-2 hasta A-7.

## Unidades de la clase

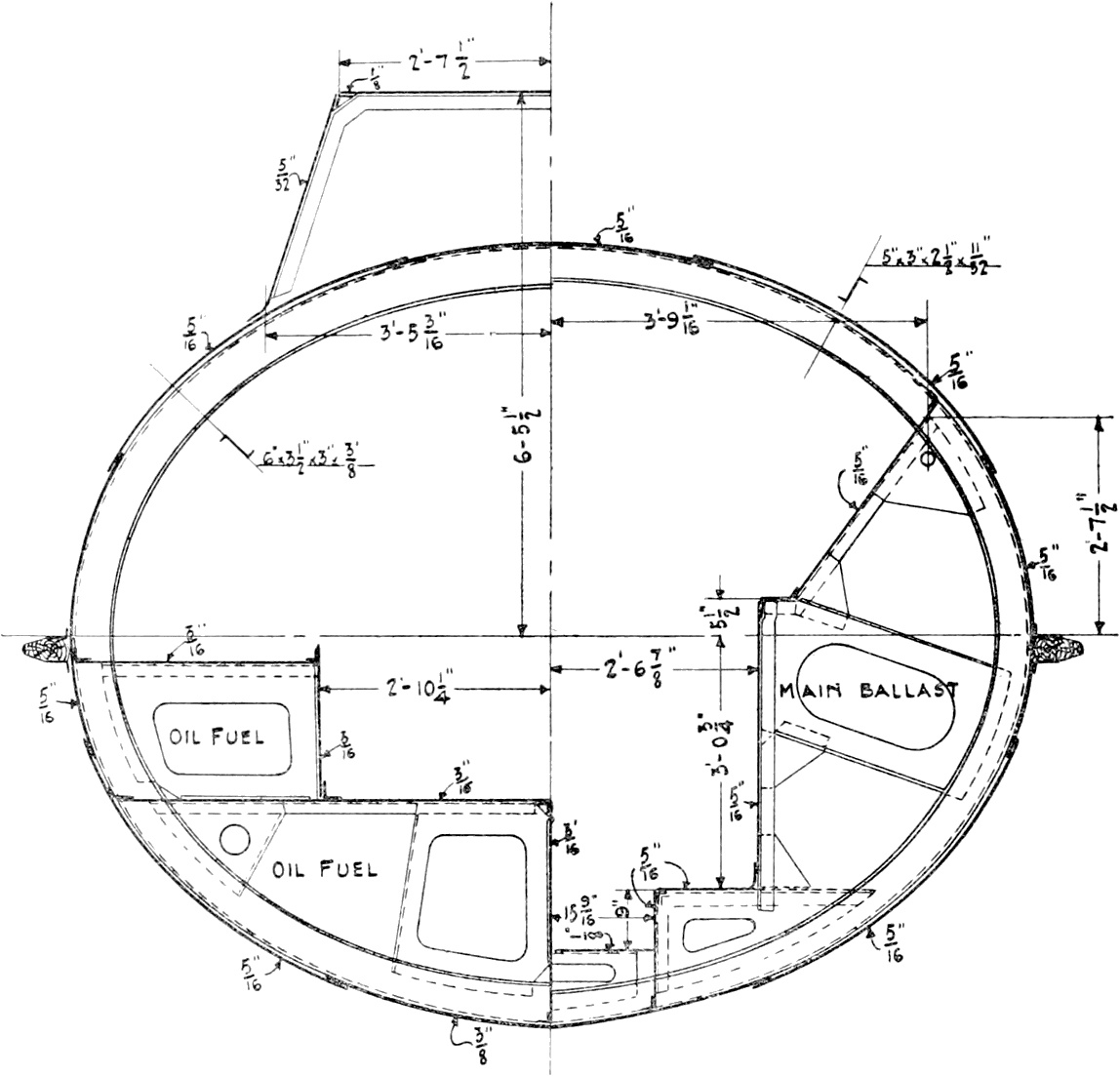
Sección transversal del sumergible danés Havmanden

### Havfruen (A 2)
Los planos del Havfruen fueron comprados en 1910 y el barco fue construido en los Orlogsværftet (astilleros navales) de Copenhague. Fue botado el 31 de agosto de 1912. Inicialmente recibió la numeración 1 H, pero se le asigna al número 2 en abril de 1913. Más tarde fue nombrado A 2 cuando la clase se hizo conocida como la Clase A al final de su carrera. El Havfruen fue el último buque de la clase en ser retirado del servicio,el 3 de mayo de 1932.

### Havmanden (A 3)
El Havmanden fue ordenado en 1910 a Silurificio Whitehead di Fiume. Fue botado el 23 de diciembre de 1911. Inicialmente recibió el numeral 2 H, pero se le asigna al número 3 en abril de 1913. El 19 de octubre de 1914, el Havmanden, mostrando su número 3 en su torre, es confundido con el U boat alemán SM U-3 por el submarino británico HMS E11 que le dispara varios torpedos, sin embargo, el Havmanden escapó sin daños. Más tarde se le asigna las siglas A 3 cuando la clase se hizo conocida como Clase A. Fue transferido a la reserva naval el 31 de marzo de 1919. Junto con el Thetis, fue uno de los dos primeros barcos de la clase fuera de servicio siendo dado de baja y vendido para desguace el 26 de abril de 1928.

### Thetis (A 4)
El Thetis se ordenó en mayo de 1911 a Whitehead en Fiume. Fue botado el 19 de junio de 1912. Inicialmente se le asignó la denominación T 1, en abril de 1913 el numeral 4. Thetis fue designada A 4 cuando la clase fue conocida como Clase A. Esta unidad y el Havmanden fueron dados de baja el 26 de abril de 1928; fueron las dos primeras unidades de la clase en ser retiradas del servicio.

### 2den April (A 5)
Como Tritón fue ordenado en mayo de 1911 a Whitehead en Fiume. Fue botado el 31 de marzo de 1913. Su compra fue financiada por suscripción popular y, en consecuencia, fue rebautizado 2den abril — para conmemorar la batalla naval contra Nelson el 2 de abril de 1801 — por el momento le fue asignado el numeral 5 en abril de 1913. Fue designado A 5 cuando la clase fue conocida como la Clase A. Fue dado de baja el 15 de enero de 1929, usado como objetivo y finalmente desguazado en 1932.

### Najaden (A 6)
Los planos del Najaden fueron comprados en mayo de 1911 y el barco fue construido en los Orlogsværftet (astilleros navales) de Copenhague. Fue botado el 9 de julio de 1913. Le fue asignado el numeral 6 en abril de 1913. Fue designado A 6 cuando la clase fue conocida como la Clase A; fue dado de baja el 9 de septiembre de 1931.

### Nymfen (A 7)
Los planos del Nymfem fueron comprados en mayo de 1911 y el barco fue construido en los Orlogsværftet (astilleros navales) de Copenhague. Fue botado el 10 de febrero de 1914. Le fue asignado el numeral 7 en abril de 1914. Fue designado A 7 cuando la clase fue conocida como la Clase A; fue dado de baja el 11 de marzo de 1932.